# Miasto Sarajewo Wschodnie
Miasto Sarajewo Wschodnie (serb. Град Источно Сарајево, bośn. Grad Istočno Sarajevo) – jednostka administracyjna w Bośni i Hercegowinie, w Republice Serbskiej. Dzieli się na 6 gmin: Istočno Novo Sarajevo, Istočni Stari Grad, Istočna Ilidža, Pale, Sokolac i Trnovo. W 2013 roku liczyła 59 916 mieszkańców. Jej powierzchnia wynosi 1425,77 km².
Powstała w wyniku Układu z Dayton, poprzez wydzielenie z obszaru obecnie należącego do kantonu sarajewskiego w Federacji Bośni i Hercegowiny.